# Lars Michaelsen
 Der er flere personer med dette navn, se Lars Michaelsen (fodboldspiller).
Lars Neiendam Michaelsen (født 13. marts 1969 i København) er en tidligere professionel dansk cykelrytter, som kørte for det danske cykelhold Team CSC indtil Paris-Roubaix 2007, hvor han kørte sit sidste løb.
Han har tidligere kørt for bl.a. Festina, TVM og Française des Jeux.
Sin hidtil største triumf opnåede han tilbage i 1995, da han vandt endagsløbet Gent-Wevelgem. Året efter blev han i øvrigt nr. 4 i samme løb og nr. 2 i 1998.
I 2002 og 2005 opnåede han at blive nr. 5. i endagsklassikeren Paris-Roubaix.
Efter han trak sig tilbage, blev han sportsdirektør hos Team Saxo Bank.